# M141 BDM
M141掩蔽壕破壊弾（英語: Bunker Defeat Munition、BDM）、あるいはSMAW-D（DはDisposable、使い捨ての意）は装甲化された建造物を破壊するために設計された単発、肩撃ち式のロケット弾発射器である。アメリカ海兵隊の肩撃ち式多目的強襲兵器(SMAW)を改良し、アメリカ陸軍においてそれまで不足していた「バンカー・バスター」として用いるために設計された。

## 歴史
2種類の候補が、アメリカ陸軍のBDMプログラムのために評価された。すなわち、マクドネル・ダグラス（のちのTalley防衛システム社）によって設計された、アメリカ海兵隊のSMAWと同じ弾頭を持つがロケットモーターにより噴射時間が短い型と、スウェーデンFFV社によってアライアント・テックシステムズ（のちのハネウェル社）のために開発された、AT4の対戦車弾頭を代替するアメリカ海兵隊のSMAWの両用弾頭を使用した型である。またFFVはAT4のこのバージョンをFFV AT8と名付けた。1996年、マクドネル・ダグラスの候補が選ばれた。アメリカ陸軍は最初に1500発のSMAW-Dを調達したが、前線の部隊からの要求により後に4500発を追加調達した。 SMAW-Dは1999年にアメリカ陸軍に配備された。
国防権限法の評議員は1994年の財政について、アメリカ陸軍のBDMとアメリカ海兵隊のSRAWが、別々に長期のプロジェクトとして実施するには類似しすぎていることや、陸軍が暫定的にBDMプログラムを続行すべきだということに同意した。議会はBDMの調達を6,000発に制限した。
アメリカ陸軍のレンジャーがトラボラ作戦においてアフガニスタンのタリバン及びアルカイダにM141（CNNのレポーターはM136と勘違いしていた）を発射する様子が、CNNによって報道された。

## 設計
武器の後部からガスをバックブラストとして噴出し、発射時の反動を打ち消すという点で、SMAW-Dは無反動砲の作動原理を持つ。この設計の全ての武器がそうであるように、SMAW-Dは市街地での使用に危険が伴う。
M141は長さ810ミリメートルの運搬モードと長さ1,400ミリメートルの発射モードの2つの状態に変形することができる。
弾頭はAWと同じ対人・対装甲両用榴弾（HEDP）を用い、石造、コンクリート造の掩蔽壕及び軽装甲車両に対して効果的である。発射体は、最高で200ミリメートルのコンクリート、300ミリメートルの煉瓦、2.1メートルの土嚢を貫通することができる。弾頭はその先端に付いている「クラッシュ・スイッチ」で非装甲及び装甲目標に合わせて用途を切り替えることができる。土嚢のような非装甲目標においては、発射体が命中してから爆発するまでに時間がおかれ、破壊力を増している。装甲目標においては、直撃後即座に爆発する。

## 使用国

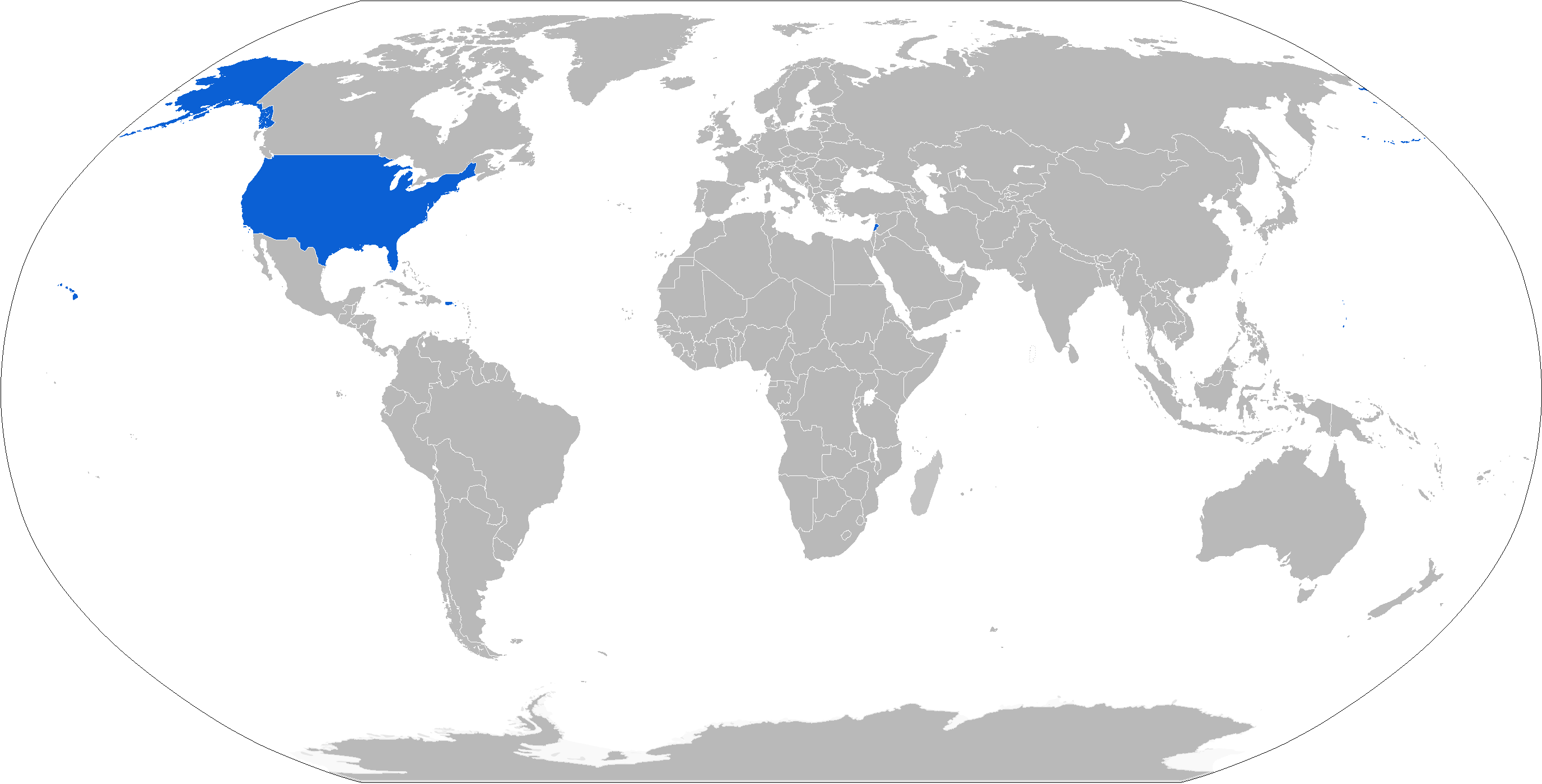
M141の使用国を青で示した地図。

### 現在の使用国
- レバノン (レバノン陸軍レンジャー)
- アメリカ合衆国
- ウクライナ